# Església estatal de l'Imperi Romà

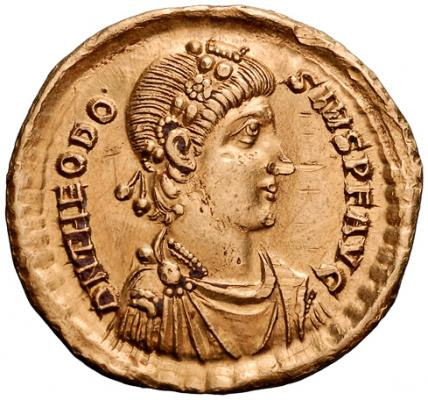
Teodosi I convertí el cristianisme nicè, el església estatal de l'Imperi Romà.

L'església estatal de l'Imperi Romà fou fundada el 27 de febrer del 380 per l'Edicte de Tessalònica, en el qual l'emperador Teodosi I establí el cristianisme nicè com a única religió autoritzada en tot l'imperi. A diferència de Constantí I, que amb el seu Edicte de Milà (313) havia promulgat la tolerància envers el cristianisme sense posar-lo per sobre de les altres religions, i la implicació del qual en assumptes de fe arribava fins al punt de convocar concilis de bisbes en els quals presidia les reunions, sense arribar a determinar la doctrina per si mateix, Teodosi establí una única doctrina cristiana, concretament la professada pels papes Damas I i Pere II d'Alexandria, com a religió oficial de l'Estat.
A principis del segle iv, després de la persecució de Dioclecià i la posterior controvèrsia donatista, Constantí convocà concilis de bisbes cristians per definir una fe «ortodoxa» o correcta, ampliant allò que ja havien establert els concilis anteriors. Se celebraren diversos concilis més durant els segles IV i v, que provocaren disputes i cismes, incloent-hi el cisma arrià, el cisma nestorià i el cisma miafisita. Al segle v s'enfonsà l'Imperi Romà d'Occident, quan Roma fou saquejada el 410 i el 455 i Ròmul Augústul, de vegades considerat últim emperador romà d'Occident, fou deposat per Odoacre el 476. Tanmateix, deixant de banda els cismes ja mencionats a Orient, l'església es mantingué viva com a institució en forma de la comunió, no sense tensions, entre Occident i Orient. Al segle vi, Justinià I reconquerí Itàlia i altres parts del Mediterrani, fets que desembocaren en un nou saqueig de Roma el 546. L'Imperi perdé posteriorment gairebé totes aquestes conquestes, però conservà Roma, incorporada a l'Exarcat de Ravenna, fins al 751. Les conquestes musulmanes del segle vii iniciaren un procés de conversió de la major part del món cristià de l'oest d'Àsia i el nord d'Àfrica a l'islam i deixaren molt debilitats l'Imperi Romà d'Orient i la seva església. L'activitat missionera dirigida des de Constantinoble no conduí a un creixement significatiu del poder de l'església estatal imperial, car les regions situades fora del control polític i militar de l'Imperi crearen les seves pròpies esglésies estatals, com en el cas de l'Església Búlgara el 919.
Justinià creà definitivament una forma de cesaropapisme afirmant que tenia «el dret i el deure de regular amb les seves lleis [fins i tot] els més mínims detalls de la disciplina i el culte, així com de dictar les opinions teològiques que havia de defensar l'Església». Ungí els bisbes de Roma, Constantinoble, Alexandria, Antioquia i Jerusalem com a líders de l'església imperial, sota el nom de Pentarquia. En aquella època, l'església estatal ja havia patit amb la secessió definitiva de les esglésies que avui en dia formen l'ortodòxia oriental (durant la controvèrsia monofisita), mentre que el cristianisme occidental estava completament subjecte a les lleis i els costums de nacions que no tenien cap mena de compromís amb l'emperador. Els papats d'origen oriental, nomenats o com a mínim confirmats per l'emperador, entenien que també era el seu senyor polític, però es negaven a acceptar-ne l'autoritat en assumptes religiosos o reconèixer concilis convocats per ell, com fou el cas del de Hièria. El papa Gregori III (r. 731–741) fou l'últim a demanar a l'emperador romà d'Orient que ratifiqués la seva elecció. La coronació de Carlemany el Nadal del 800 com a emperador dels romans pel seu aliat, el papa Lleó III, feu irreversible la separació política de facto entre Occident i Orient, mentre que l'Església d'Occident deixà de formar part de l'església estatal de l'Imperi Romà. Espiritualment, l'església calcedoniana, com a comunió més àmplia que l'església estatal, perdurà com a entitat unificada, com a mínim en teoria, fins al Gran Cisma que trencà aquesta comunió amb l'excomunió mútua entre Roma i Constantinoble el 1054. Allà on encara persistia el poder de l'emperador, l'església estatal, revertí a una forma de cesaropapisme fins a la seva extinció com a resultat de la caiguda de Constantinoble el 1453.